# Gmina Salem (hrabstwo Warren)
Gmina Salem (ang. Salem Township) – gmina w Stanach Zjednoczonych, w stanie Ohio, w hrabstwie Warren. W 2020 roku liczyła 5215 mieszkańców.